# Atoyac de Álvarez
Atoyac de Álvarez is een plaats in de Mexicaanse deelstaat Guerrero. De plaats heeft 20.788 inwoners (census 2005) en is de hoofdplaats van de gemeente Atoyac de Álvarez.
Atoyac de Álvarez is gelegen in de vallei van de Río Atoyac tussen hoge bergen in de regio van de Costa Grande, en is een van de centra van de cultuur van de afromestiezen in Mexico. Atoyac ligt in een geologisch onrustig gebied en wordt regelmatig getroffen door aardbevingen. Op 13 april 2007 vond er een aardbeving plaats met het epicentrum in Atoyac die tot Mexico-Stad te voelen was en in Atoyac en omgeving aanzienlijke schade aanrichtte.
In de precolumbiaanse periode was Atoyac het centrum van de Mezcalacultuur. Verschillende prominenten uit de Mexicaanse Onafhankelijkheidsoorlog waren afkomstig uit Atoyac, waaronder de latere president Juan N. Álvarez, waarnaar de plaats is genoemd. In 1967 ontstond in Atoyac de Partij van de Armen, een guerrillabeweging geleid door de charismatische Lucio Cabañas.

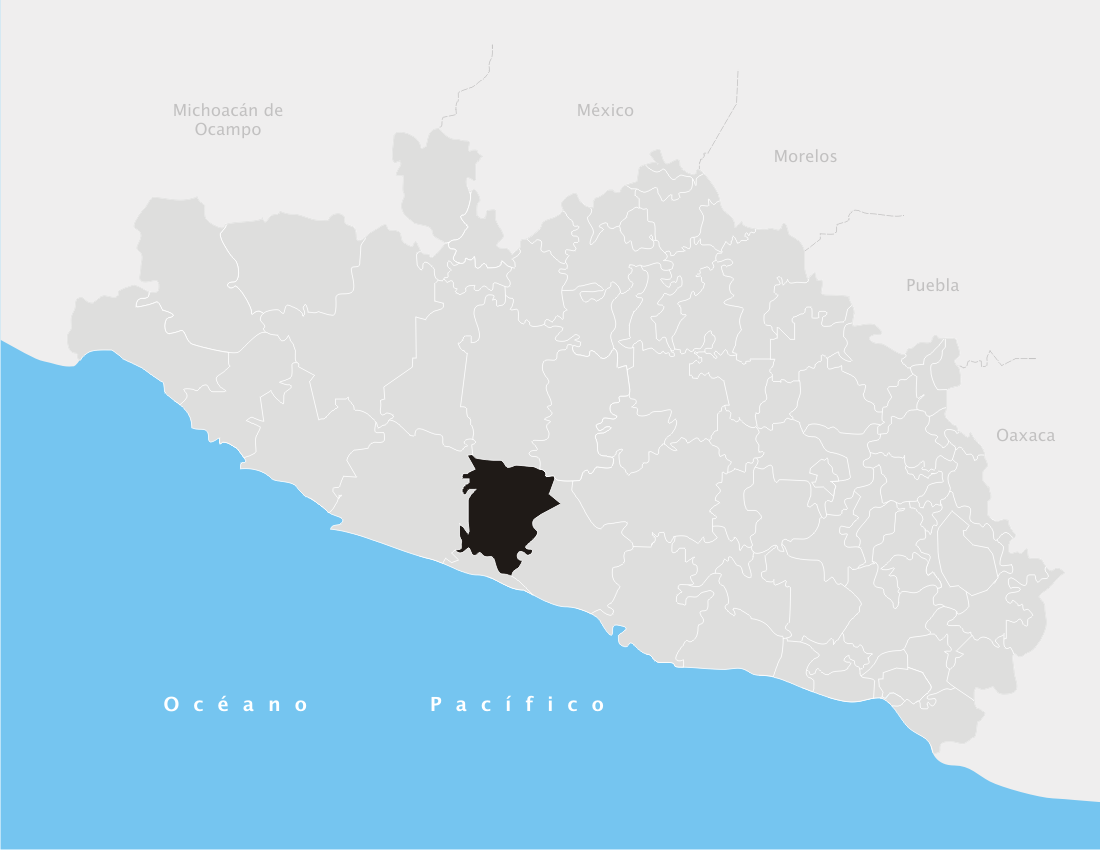
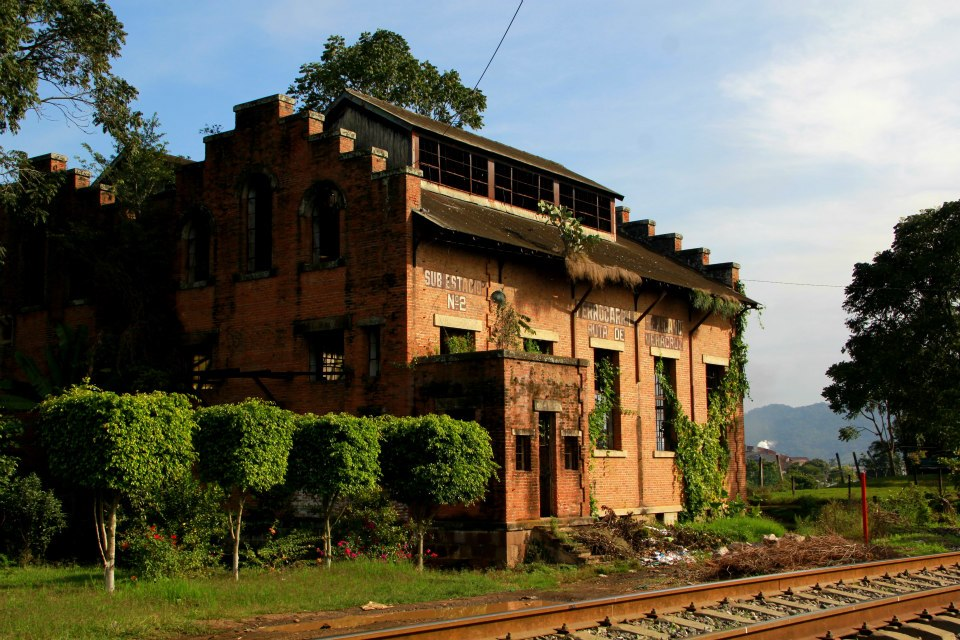
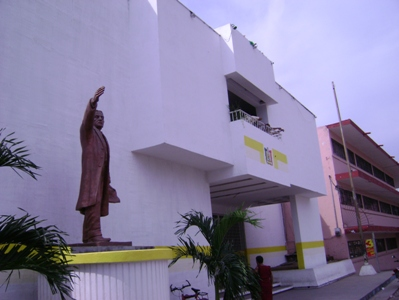
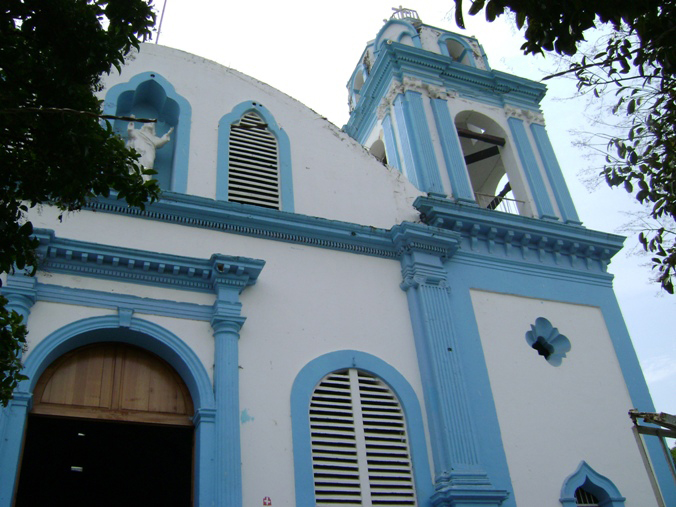
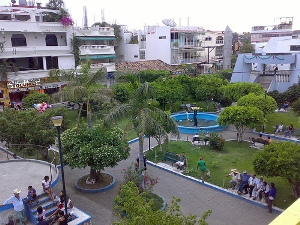
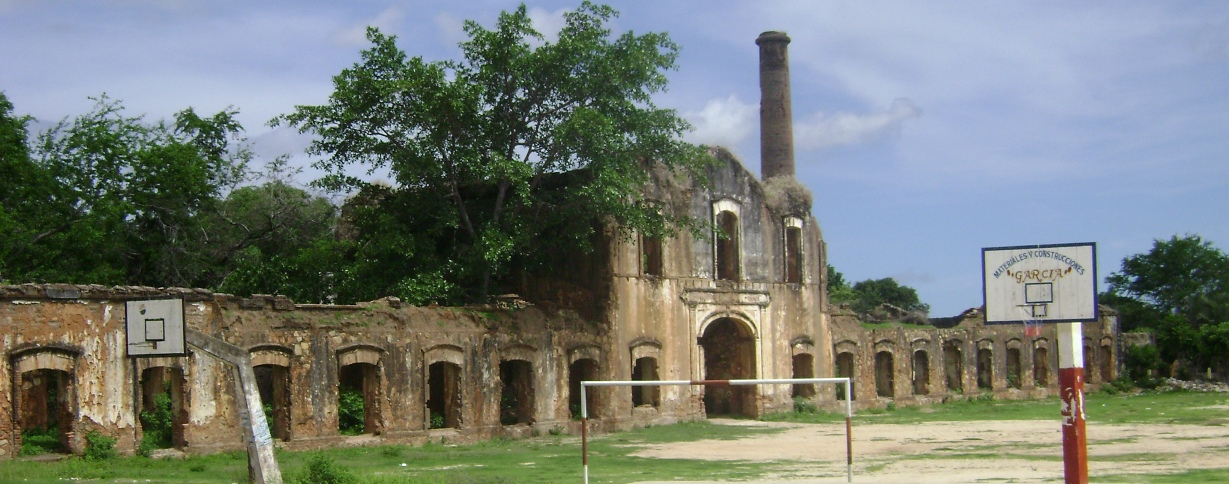